# 1967–1970
1967–1970 (imenovan tudi The Blue Album – Modri album) je kompilacijski album angleške rock skupine The Beatles. Izdan je bil 2. aprila 1973, pri založbi Apple. Album vsebuje skladbe, ki so bile posnete med letoma 1966 in 1970. V ZDA je 1967–1970 dosegel prvo mesto na lestvici Billboard. Album je ponovno izšel leta 1993 na zgoščenki.

## Seznam skladb
- Vse skladbe sta napisala John Lennon in Paul McCartney, razen kjer je posebej označeno.
- + = Skladbe, ki so izšle kot singli, kasneje pa so izšle na ameriški izdaji albuma Magical Mystery Tour (1967).
- ^ = Skladbe, ki so izšle kot singli, kasneje pa so izšle na albumu Let It Be (1970).

Disk 1
| Stran 1 | Stran 1                                 | Stran 1                               | Stran 1 |
| Št.     | Naslov                                  | Prvotni album                         | Dolžina |
| ------- | --------------------------------------- | ------------------------------------- | ------- |
| 1.      | „Strawberry Fields Forever+‟            |                                       | 4:10    |
| 2.      | „Penny Lane+‟                           |                                       | 3:03    |
| 3.      | „Sgt. Pepper's Lonely Hearts Club Band‟ | Sgt. Pepper's Lonely Hearts Club Band | 2:02    |
| 4.      | „With a Little Help from My Friends‟    | Sgt. Pepper's Lonely Hearts Club Band | 2:44    |
| 5.      | „Lucy in the Sky with Diamonds‟         | Sgt. Pepper's Lonely Hearts Club Band | 3:28    |
| 6.      | „A Day in the Life‟                     | Sgt. Pepper's Lonely Hearts Club Band | 5:06    |
| 7.      | „All You Need Is Love+‟                 |                                       | 3:48    |

| Stran 2 | Stran 2                | Stran 2              | Stran 2 |
| Št.     | Naslov                 | Prvotni album        | Dolžina |
| ------- | ---------------------- | -------------------- | ------- |
| 1.      | „I Am the Walrus‟      | Magical Mystery Tour | 4:37    |
| 2.      | „Hello, Goodbye+‟      |                      | 3:31    |
| 3.      | „The Fool on the Hill‟ | Magical Mystery Tour | 3:00    |
| 4.      | „Magical Mystery Tour‟ | Magical Mystery Tour | 2:51    |
| 5.      | „Lady Madonna‟         | izšla kot singl      | 2:17    |
| 6.      | „Hey Jude‟             | izšla kot singl      | 7:08    |
| 7.      | „Revolution‟           | izšla kot singl      | 3:21    |

Disk 2
| Stran 1 | Stran 1                                          | Stran 1                       | Stran 1 |
| Št.     | Naslov                                           | Prvotni album                 | Dolžina |
| ------- | ------------------------------------------------ | ----------------------------- | ------- |
| 1.      | „Back in the U.S.S.R.‟                           | The Beatles (The White Album) | 2:45    |
| 2.      | „While My Guitar Gently Weeps‟ (George Harrison) | The Beatles (The White Album) | 4:45    |
| 3.      | „Ob-La-Di, Ob-La-Da‟                             | The Beatles (The White Album) | 3:05    |
| 4.      | „Get Back^‟                                      |                               | 3:14    |
| 5.      | „Don't Let Me Down‟                              | izšla kot singl               | 3:33    |
| 6.      | „The Ballad of John and Yoko‟                    | izšla kot singl               | 2:59    |
| 7.      | „Old Brown Shoe‟ (George Harrison)               | izšla kot singl               | 3:18    |

| Stran 2 | Stran 2                                | Stran 2       | Stran 2 |
| Št.     | Naslov                                 | Prvotni album | Dolžina |
| ------- | -------------------------------------- | ------------- | ------- |
| 1.      | „Here Comes the Sun‟ (George Harrison) | Abbey Road    | 3:05    |
| 2.      | „Come Together‟                        | Abbey Road    | 4:20    |
| 3.      | „Something‟ (George Harrison)          | Abbey Road    | 3:03    |
| 4.      | „Octopus's Garden‟ (Richard Starkey)   | Abbey Road    | 2:51    |
| 5.      | „Let It Be‟                            | Let It Be     | 3:52    |
| 6.      | „Across the Universe‟                  | Let It Be     | 3:48    |
| 7.      | „The Long and Winding Road‟            | Let It Be     | 3:38    |

## Zasedba
The Beatles
- John Lennon – vokal, kitara, klaviature, tolkala, bas kitara
- Paul McCartney – vokal, bas kitara, kitara, klaviature, tolkala
- George Harrison – vokal, kitara, bas kitara, tolkala
- Ringo Starr – bobni, tolkala, vokal